# Mamasapano
Mamasapano ist eine philippinische Stadtgemeinde in der Provinz Maguindanao del Sur. Sie hat 24.800 Einwohner (Zensus 1. August 2015).

## Baranggays
Mamasapano ist politisch in 18 Baranggays unterteilt.
| - Bagumbong - Dabenayan - Daladap - Dasikil - Duguengen - Liab - Libutan - Linantangan - Lusay | - Mamasapano - Manongkaling - Pagatin - Pidsandawan - Pimbalakan - Pusao - Sapakan - Tuka - Tukanalipao |